# Impasse Suez
Impasse Suez är en återvändsgata i Quartier du Père-Lachaise i Paris tjugonde arrondissement. Gatan är uppkallad efter Sueznäset. Impasse Suez börjar vid Rue de Bagnolet 77.

## Omgivningar
- Saint-Jean-Bosco
- Jardin de Lesseps
- Cité Adrienne
- Villa Godin

## Bilder
| - Gatuskylt. - Saint-Jean-Bosco . - Jardin de Lesseps. |

## Kommunikationer
- Tunnelbana – linje  – Alexandre Dumas
- Busshållplats La Réunion – Paris bussnät

### Webbkällor
- ”Impasse Suez”. Mairie de Paris. https://web.archive.org/web/20160303173259/http://www.v2asp.paris.fr/commun/v2asp/v2/nomenclature_voies/Voieactu/8725.nom.htm. Läst 25 januari 2024.
- ”Impasse Suez (20ème arrondissement)”. Les rues de Paris. https://web.archive.org/web/20160409062810/http://www.parisrues.com/rues20/paris-20-impasse-suez.html. Läst 25 januari 2024.